# Kid Flash
Kid Flash est le nom de plusieurs super-héros appartenant à l'univers de DC Comics.

## Wally West
Le premier Kid Flash fut Wally West, neveu du second Flash, Barry Allen. Il apparut dans Flash #110 (1959).
Il fut sous cette identité membre des New Teen Titans. Il devint Flash à la suite du décès de Barry Allen lors de Crisis on Infinite Earths.

## Bart Allen
Le second Kid Flash est Bart Allen, anciennement connu sous le nom d'Impulse. Il adopta l'identité de Kid Flash dans Teen Titans #4.

À la suite du départ de Wally West de son rôle de Flash, Bart est devenu le seul utilisateur de la force véloce et donc est devenu "The Flash". Mais à la suite d'un complot visant à lui prendre ses pouvoirs, un groupe dirigé par Inertie a vaincu Bart, Wally West est alors revenu pour se venger et est redevenu Flash.

## Wallace West
D'abord présenté comme étant une nouvelle version de Wally West dans The New 52 en 2014, il est finalement précisé qu'il ne s'agit pas d'un nouveau Wally West, mais du jeune cousin de ce dernier (un autre neveu d'Iris West). Comme son cousin avant lui, il fera partie des Teen Titans. 
C'est cette version du personnage de Kid Flash qui sera adaptée dans la série Flash.

## Iris West
Une version alternative de Kid Flash apparaît dans le futur décrit dans la mini-série Kingdom Come et sa suite The Kingdom. Il s'agit d'Iris West, fille de Wally West. Un one-shot lui fut consacré dans le cadre de The Kingdom.

## Autre médias

### Films d'animations
- Wally West fait un caméo dans La Ligue des justiciers : Nouvelle Frontière.
- Teen Titans: The Judas Contract : dans un flash-back, Kid Flash, doublé par Jason Spisak en VO (Benjamin Bollen en VF), est présenté comme un membre original des Teen Titans avec Robin, Speedy, Beast Boy et Bumblebee. Bien que son nom ne soit pas précisé, son aspect physique fait penser à Wally West.
- Justice League Dark: Apokolips War : il fait un caméo (cette fois sous les traits de Wallace) comme membre des Teen Titans qui meurent tués par les troupes de Darkseid lorsque ce dernier envahit la Terre.

### Télévision
Wallace "Wally" Rudolph West apparaît dans la saison 2 la série Flash, interprété par Keiynan Lonsdale. Il est ici présenté comme le frère et non le neveu d'Iris West. 
Il fait également diverses apparitions dans d'autres séries de l'Arrowverse (univers auquel appartient la série Flash).

#### Série d'animations

##### Série animée Teen Titans
Kid Flash apparait dans la saison 5 de la série animée Teen Titans : Les Jeunes Titans. Cette version le présente de façon assez fidèle au comic. Il est l'un des Titans les plus puissants, s'étant révélé capable de vaincre à lui seul les HIVE Five avec une facilité déconcertante. Grâce à sa vitesse incroyable, il s'est montré capable de créer des tornades en tournant sur lui-même ou en faisant des moulinets de ses mains, de se rendre brûlant en faisant vibrer ses molécules ou même d'atteindre une telle vitesse qu'il passe à travers les solides.
Kid Flash apparaît dans Rapide comme l'éclair, où il s'occupe de la ville de Jump City en l'absence des Teen Titans (partis combattre la Confrérie du Mal) et des Titans East (rentrés à Steel City). Il fait subir plusieurs défaites cuisantes au groupes des HIVE Five, qui ne se rendent au départ même pas compte qu'il s'agit de lui. Ces derniers parviennent tout de même finalement à le capturer, et Jinx prévoit de le livrer à la Confrérie du Mal pour s'attirer leur estime. Malheureusement pour elle, Kid Flash s'évade peu après qu'elle a prévenu la Confrérie, et lorsque Madame Rouge vient le prendre, il est déjà parti après avoir joué avec les HIVE Five encore une fois.

Méprisante vis-à-vis des HIVE Five, Madame Rouge décide de capturer elle-même Kid Flash. Elle le retrouve, et réussit à l'épuiser suffisamment pour en faire une proie facile. Jinx le retrouve ensuite et le capture facilement du fait de son affaiblissement, mais, face au mépris de Madame Rouge, elle s'emporte et l'aide finalement à s'enfuir.
Kid Flash est mentionné dans Appel à tous les Titans, où on apprend qu'il possède lui aussi un communicateur fourni par les Titans, et est donc un membre honoraire du groupe. Il arrive en renfort lors de la bataille finale contre la Confrérie du Mal, amenant avec lui Jinx, qu'il a fait passer du côté des Titans. On le revoit un peu plus tard dans l'épisode, invité avec les autres à la Tour Titan, puis en ville se préparant avec les dix-neuf autres Titans à attaquer le Dr. Light.
Bien que son identité ne soit pas dévoilée, comme tous les autres Titans, on peut déduire, par la couleur de ses cheveux, qu'il s'agit de Wally West.
Il apparaît également dans la série Teen Titans Go!, série humoristique dérivée de Teen Titans : Les Jeunes Titans.

##### Young Justice
Wally West, alias Kid Flash, apparaît dès le premier épisode de la série animée Young Justice comme le jeune équipier de son oncle Barry Allen. Il est, avec Aqualad (Kaldur'ahm), Robin (Dick Grayson), Superboy (Conner Kent) et Miss Martian (M'gann M'orzz), un membre fondateur de l'équipe. 
Assez fidèle au comics, il aura, dès le début, des sentiments pour Miss Martian, mais finira par laisser tomber quand il apprendra qu'elle sort avec Superboy. Wally finira par éprouver des sentiments pour Artemis, bien qu'il ne s'entendait pas avec elle au début. En dehors de sa vie super-héroïque, Wally vit à Central City avec ses parents, Rudy et Mary, qui connaissent et acceptent parfaitement ses activités de Kid Flash.
Dans la saison 2, il aura raccroché son costume de Kid Flash, pour vivre sa vie de couple avec Artemis à Palo Alto. Il est également au courant qu'Aqualad est en mission d'infiltration. Il viendra en aide à l'équipe à vaincre les Reachs et la Lumière. Lors du dernier épisode il se sacrifiera afin de sauver la Terre. Bart Allen, arrivé au cours de la saison 2 en tant que Impulse, le remplacera alors en tant que Kid Flash.